# Roudnice nad Labem (zámek)
Roudnice nad Labem je hrad přestavěný na zámek ve stejnojmenném městě v okrese Litoměřice v Ústeckém kraji. Postaven byl v románském slohu ve druhé polovině dvanáctého století na skalní ostrožně nad řekou Labe jako sídlo pražských biskupů. Na začátku 17. století se dostal do majetku šlechtického rodu Lobkoviců. Dochovaná podoba je výsledkem barokní přestavby z let 1652–1684. 

## Poloha
Památkově chráněný areál zámku se nachází na ostrohu nad Labem na okraji Karlova náměstí v centru města a dominuje historickému jádru města. Budova je trojkřídlá stavba ve tvaru podkovy, jejíž otevřená strana je uzavřena do tvaru čtverce nižším spojovacím křídlem. Uprostřed spojovací budovy se nachází hlavní vstup do zámku se zvonicí, která je zakončena lucernou. Křídla zámku uzavírají nádvoří o rozloze 58 × 54 m a je tak jedním z největších zámků v Česku.[zdroj⁠?!] Zámek má více než 200 místností, je zde zámecká kaple a zámecké divadlo. Vedle zámku se nacházejí hospodářské a administrativní budovy, zámecká zahrada a jízdárna. 
V sousedství zámku se nachází klášter kapucínů s rodovou hrobkou knížat z Lobkovic.

## Historie

### Nejstarší dějiny

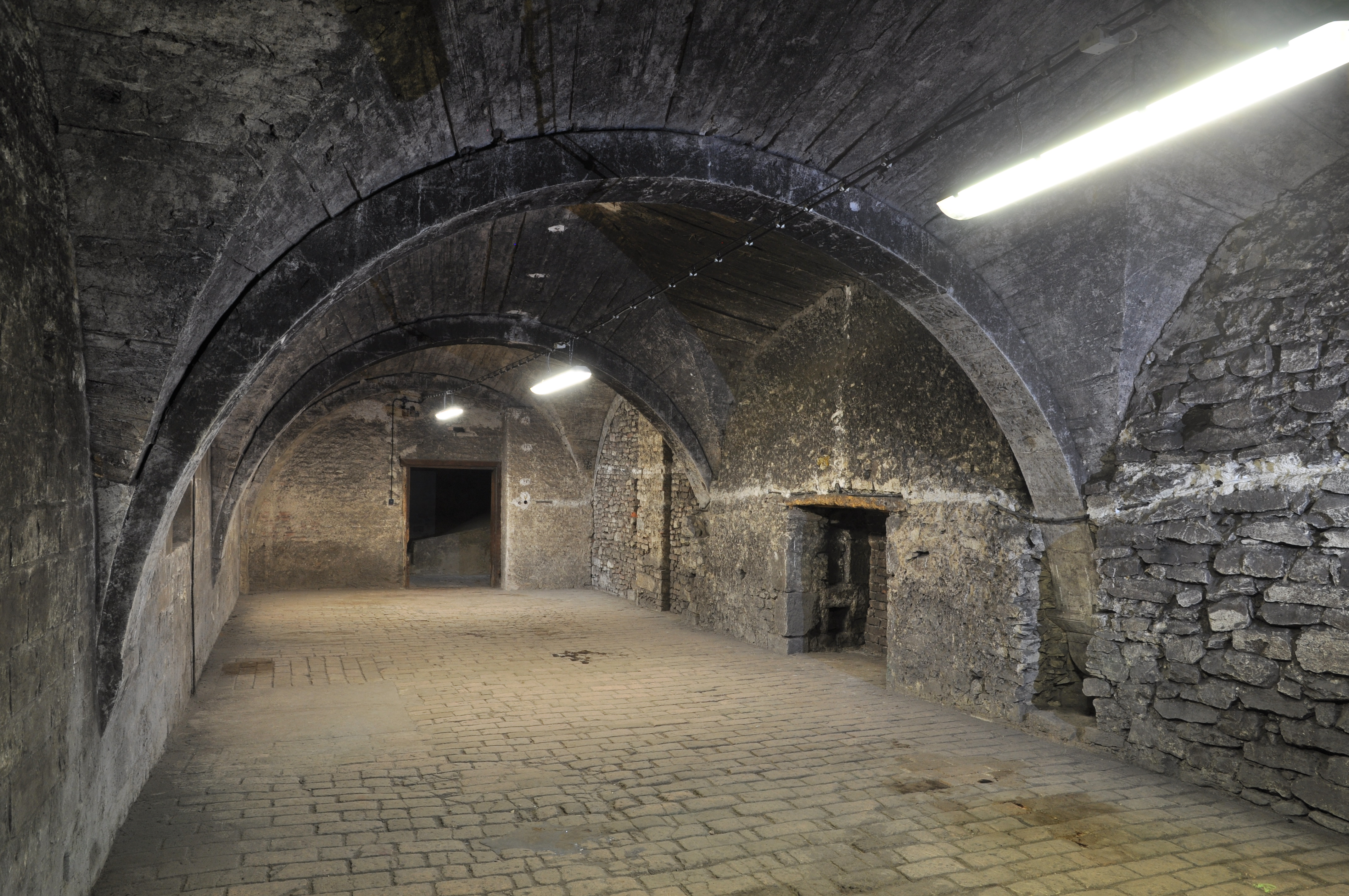
Část románského sálu

Hrad na skalnatém ostrohu nad řekou Labe založil nejspíše v osmdesátých letech dvanáctého století pražský biskup a pozdější kníže Jindřich Břetislav. Sídlo postavené v románském slohu se tak stalo nejstarším českým kamenným hradem, který založil někdo jiný než panovník. Ve čtrnáctém století byl hrad za pražského biskupa Jana z Dražic rozšířen v gotickém slohu a v úpravách pokračovali také arcibiskupové Arnošt z Pardubic a Jan Očko z Vlašimi. Za nich byla postavena nová velká věž. Její poloha je nejasná. Rudolf Anděl za ni považuje okrouhlou věž na východní straně románského paláce, ale ta podle Tomáše Durdíka vznikla spíše současně se stavbou paláce nebo v první polovině třináctého století. Hrad v té době získal nové opevnění. Za Jana Očka z Vlašimi byla také postavena kaple zasvěcená svaté Maří Magdaléně, svatému Vítu, svatému Václavovi, svatému Vojtěchovi a svatému Zikmundovi. Vysvěcena byla 15. května 1371. Součástí kaple býval oltářní obraz, známý jako Votivní obraz Jana Očka z Vlašimi (dnes umístěný v pražské Národní galerii).[zdroj⁠?!] Roku 1369 hrad navštívil císař Karel IV., který zde předtím nechal v letech 1350–1351 internovat italského politika Cola di Rienzo.
Správu hradu pro biskupy zajišťovali purkrabí, z nichž jménem známe Jakuba a Peška z roku 1340. Za Arnošta z Pardubic funkci purkrabího roku 1347 zastával Pohan a v roce 1358 Jan. Arcibiskup Jan Očko z Vlašimi purkrabím jmenoval Jana Drahoně z Újezda. K zajištění obranných a provozních potřeb hradu sloužil systém tzv. nápravníků a manská soustava. Nejstarší zprávy o její podobě u roudnického hradu jsou z konce čtrnáctého století. Povinností nápravníků bylo sloužit na hradě se samostřílem, za což mohli svobodně užívat určité pozemky. Podobně i manové byli povinni službou a z některých svých majetků odváděli peněžní úrok, který dosahoval třiceti kop grošů ročně. Roudnická manství byla ve Vodochodech, Březí, Nové Vsi, Rovné, Vesci, Hoštce, Mnetěši, Straškově, Dřínově i v samotné Roudnici.
Na počátku husitských válek se roudnický hrad stal hlavním sídlem arcibiskupa Konráda z Vechty, který zde roku 1421 přijal a veřejně vyhlásil čtyři artikuly pražské. Ve stejném roce městem procházelo vojsko Jana Žižky z Trocnova, kterému arcibiskup zaručil volný průchod. Husité přesto vypálili augustiniánský klášter. Samotný hrad se husité neúspěšně pokusili dobýt dvakrát. První obléhání proběhlo pod velením hejtmanů Jana Roháče z Dubé, Jana Hvězdy z Vícemilic a Bohuslava ze Švamberka. Podruhé hrad zkusilo dobýt vojsko pražanů vedené Václavem Cardou z Petrovic.

### Dějiny po husitských válkách

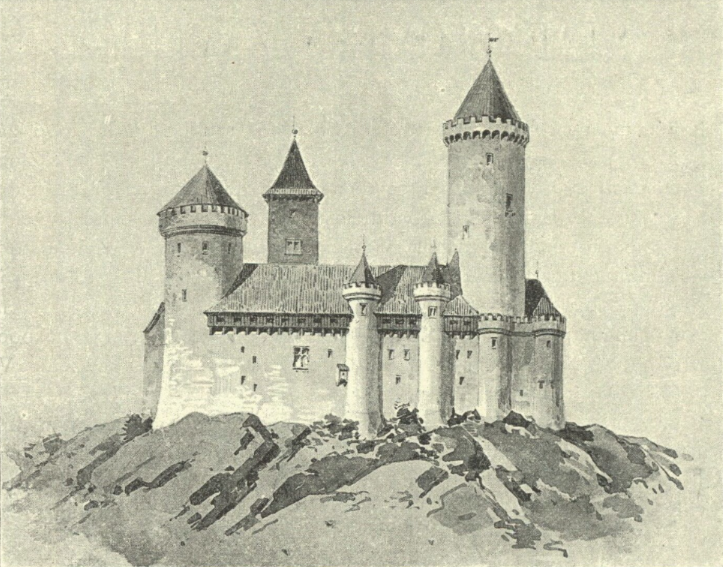
Středověká podoba Roudnice (práce archeologa Antonína Bauma)

Konrád z Vechty se potýkal se značnými finančními problémy, a proto postupně zastavoval církevní majetek. Roku 1431 nakonec zastavil za 4000 kop pražských grošů Janu Smiřickému ze Smiřic i roudnické panství, a sám se přestěhoval na Helfenburk. Konrád ještě téhož roku zemřel a Jan Smiřický vzápětí získal i Helfenburk, Bezděz a Mělník. Získaný majetek mu roku 1436 potvrdil císař Zikmund Lucemburský. V roce 1439 Jan Smiřický prohrál vojenský střet s Jindřichem z Vartenberka. Ve stejném roce byla vypálena i velká část města a při požáru vyhořela také velká věž na hradě. Později byl Jan Smiřický členem jedenáctičlenné rady Jiřího z Poděbrad, ve které došlo na počátku vlády krále Ladislava Pohrobka k rozepřím. Za svou činnost byl proto zajat a pro zradu odsouzen k trestu smrti stětím, který byl vykonán 7. září 1453. Ještě předtím sepsal závěť, ve které jmenoval svého švagra Zdeňka Konopišťského ze Šternberka jako poručníka svých dětí. Součástí závěti byl kromě jiného také odkaz ve výši sta kop grošů po roudnického purkrabího Petříka ze Semil a Račiněvsi a patnáct kop grošů pro podpurkrabího Mikuláše z Vliněvsi.
Zdeněk ze Šternberka jmenoval roudnickým purkrabím Václava z Valtířova, po něm roku 1460 Jana z Řešic a v roce 1464 Vítka z Mladé. Přestože měl panství odevzdat Jindřichovi z Rožmberka, neučinil tak. V roce 1466 se na roudnickém hradě konal sněm pánů, kteří se postavili proti králi Jiřímu z Poděbrad. K dohodě s králem nedošlo, a královské vojsko následující rok oblehlo všech šest hradů v držení Zdeňka ze Šternberka včetně Roudnice, kterou dobylo jako první. Purkrabím se poté stal roku 1468 Zikmund z Blatna a o tři roky hrad získal do zástavy Ješek Svojanovský z Boskovic. Po Ješkově smrti panství přešlo na jeho syny Jana a Jindřicha, kteří je prodali Půtovi Švihovskému z Rýzmberka. Jeho synové nejprve vlastnili Roudnici společně, ale později se jediným majitelem stal Vilém, který snad panství okolo roku 1513 zastavil Burianu Trčkovi z Lípy. Od roku 1522 se jako pán na Roudnici opět uvádí Vilém Švihovský, který jím zůstal do roku 1524. Zástavu od něj převzal Václav Haugvic z Biskupic, ale město požádalo krále Ferdinanda I., aby mu roudnické panství svěřil do správy. Král městu vyhověl, ale kvůli špatnému hospodaření a velkému požáru, který roku 1534 zničil polovinu domů, požádalo město o nového správce, kterým se roku 1540 stal Karel Dubanský z Duban, který nechal zanedbaný hrad opravit.
Karel Dubanský zemřel již roku 1542. Panství po něm zdědil syn Oldřich, ale v roce 1544 zástavu se svolením krále vyplatil hrabě Jan Kryštof z Tarnova. I on pokračoval v nutných opravách, ale zároveň nechal vystavět renesanční východní křídlo s arkádami. Za stavební úpravy Jan Kryštof v letech 1550–1556 utratil téměř šest tisíc kop grošů. Když v roce 1567 zemřel, zdědila majetek jeho sestra Žofie se svým manželem Konstantinem, knížetem ostrožským. V roce 1570 panství převzal jejich syn Januš, ale císař Maxmilián II. hrad nabídl do plného vlastnictví Vilémovi z Rožmberka. Vilém Roudnici převzal roku 1577 a jako centrum výnosného panství nechal hrad opravit a rozšířit. Přestože ležel daleko od jiných rožmberských panství, zajížděl na něj Vilém z Rožmberka každoročně a zval na něj četné hosty k politickým i přátelským návštěvám. Svůj pokoj měl na hradě i Jakub Krčín, který řídil hospodářské a stavební úpravy ve městě.

### Lobkovicové

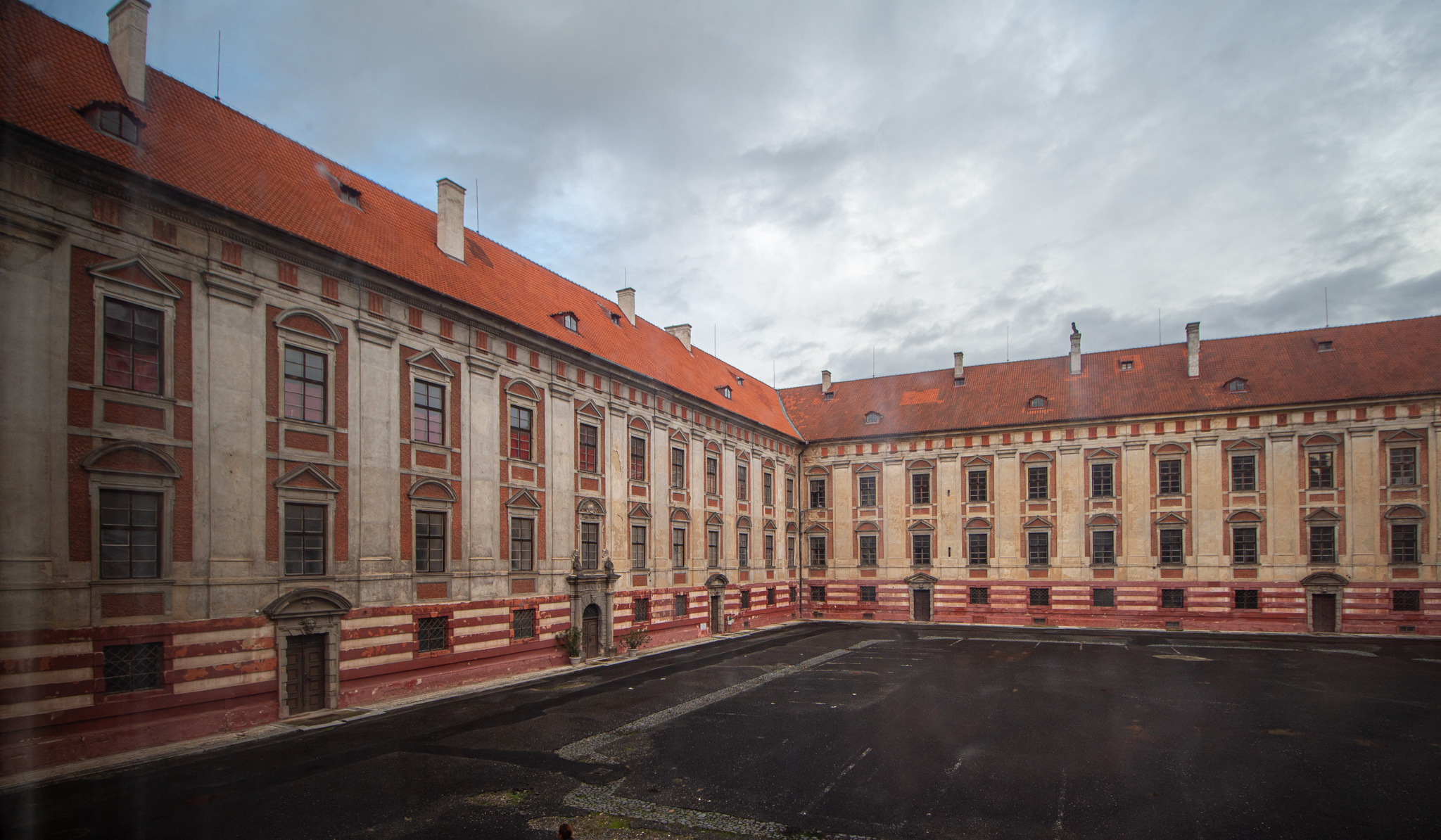
Zámecké nádvoří

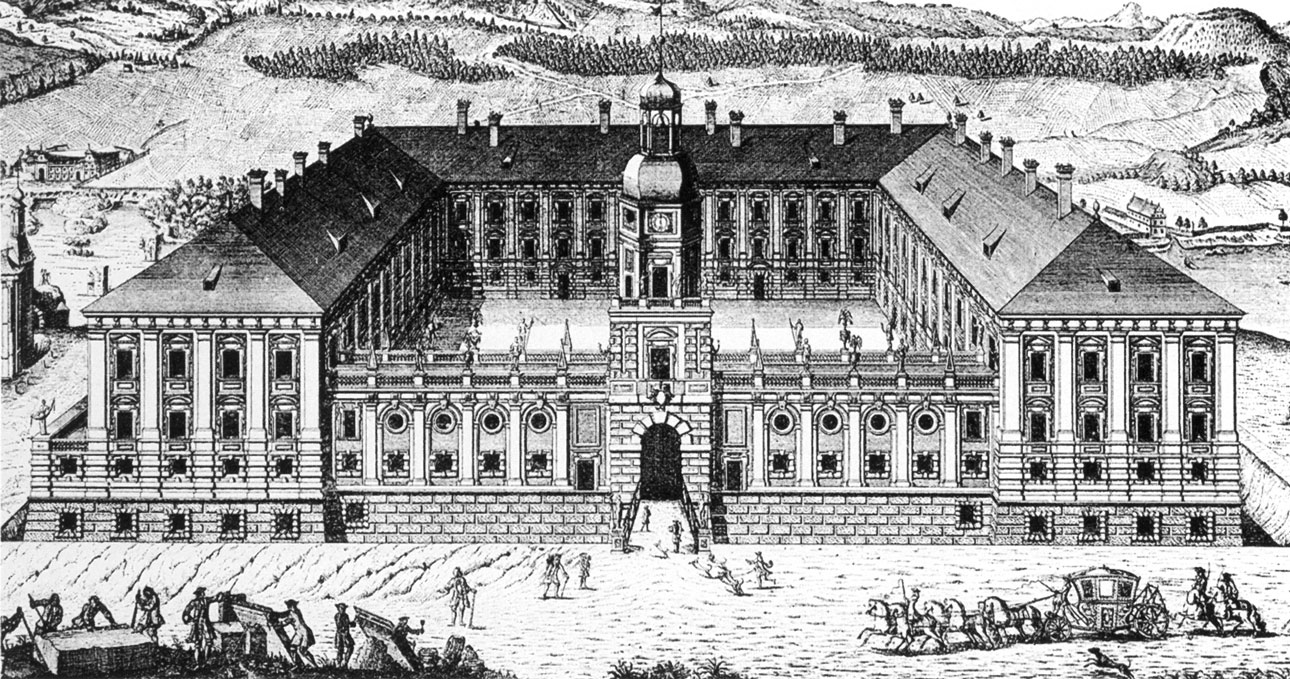
Roudnice nad Labem na rytině z roku 1710

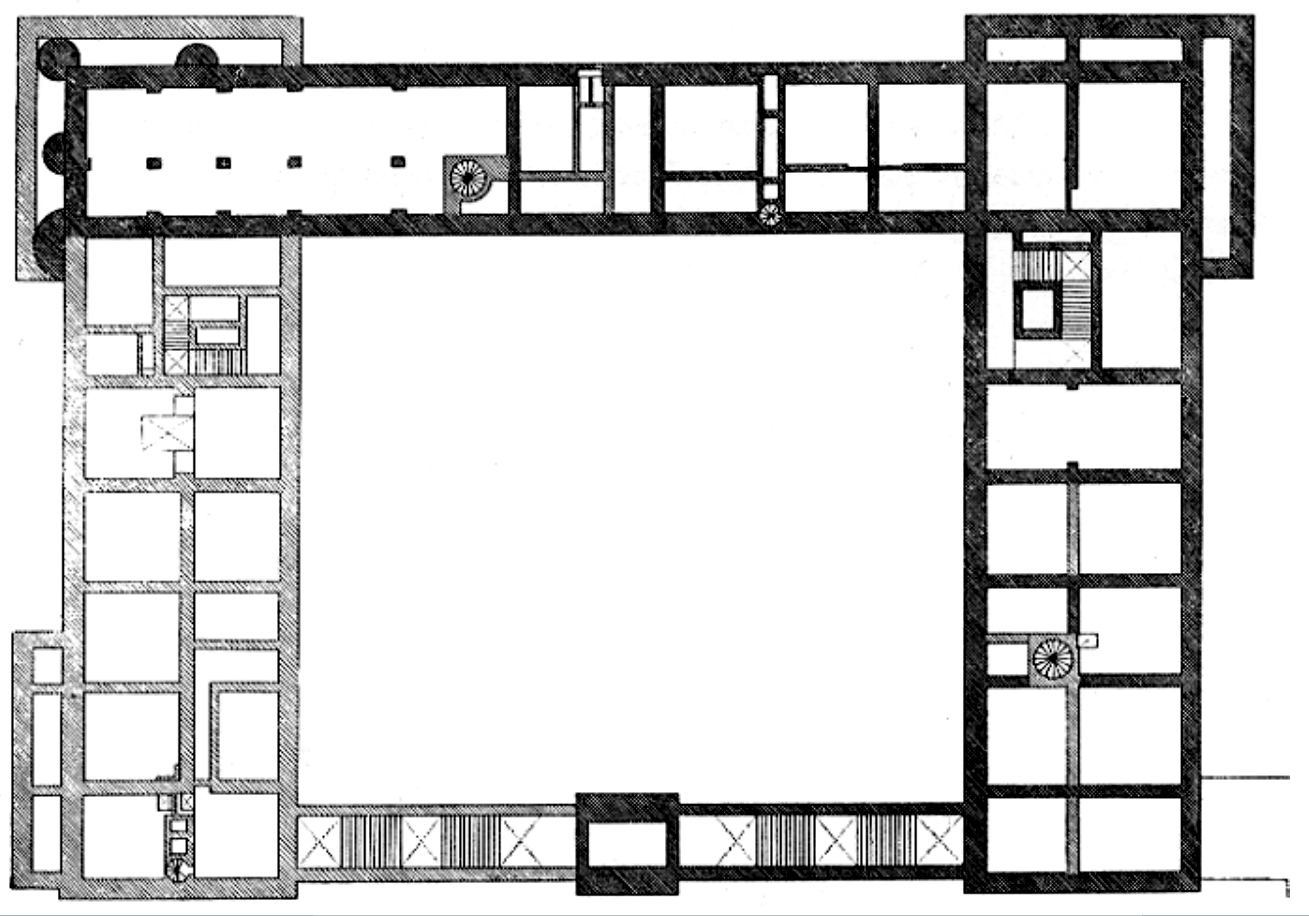
Půdorys zámku podle Antonia della Porty

Po Vilémově smrti v roce 1592 zámek zdědila jeho manželka Polyxena z Pernštejna. Roku 1603 se podruhé provdala za Zdeňka Vojtěcha Popela z Lobkovic a jejich potomkům Roudnice patřila až do první poloviny dvacátého století. Manželé zámek od počátku sedmnáctého století rozšiřovali. Po pražské defenestraci museli jako katolíci odjet do Vídně, protože jejich panství zabrali čeští stavové. Po bitvě na Bílé hoře se vrátili zpět a Polyxena roudnické panství výrazně rozšířila koupí statků zkonfiskovaných účastníkům stavovského povstání. Zdeněk Vojtěch nechal na zámek přestěhovat knihovnu z Chomutova, kterou získal po Jiřím Popelovi z Lobkovic. Během třicetileté války utrpělo panství včetně města Roudnice velké škody. Na samotném zámku byl v roce 1631 krátce ubytován polní maršál Jan Jiří z Arnimu a roku 1632 Ottavio Piccolomini.
V roce 1635 převzal správu rodinného majetku kníže Václav Eusebius Popel z Lobkovic a na začátku druhé poloviny sedmnáctého století zahájil rozsáhlou přestavbu zámku. Zpočátku měl být přestavěn jen samotný zámek. Plány navrhl stavitel Pietro de Colombo, ale v roce 1653 do Roudnice dorazil Francesco Caratti, který navrhl rozsáhlou přestavbu zámku i města. Z jeho plánů byla realizována jen část, když stavbu převzal Carlo Orsolini. Po jeho smrti v roce 1667 stavbu převzal architekt Antonio della Porta, který ji řídil až do roku 1697. Na konzultacích se podílel také Carlo Lurago. Při přestavbě byla zbořena většina starého hradu a z románského paláce zůstaly jen sklepy a část přízemí. Stavbu zámku dokončil až Eusebiův syn Ferdinand August z Lobkovic, který také založil zámecký park. V zámku bylo 181 místností a sálů a jejich zařizování dokončoval ještě Filip Hyacint z Lobkovic v první čtvrtině osmnáctého století.
Během válek o rakouské dědictví zámku hrozilo nebezpečí ze strany pruských a saských vojsk, a proto bylo za Ferdinanda Filipa z Lobkovic cenné vybavení odvezeno do Prahy nebo ukryto v zazděných skrýších. Roku 1742 si na zámku zřídil velitelství pruský princ Leopold Desavský. Zámek sloužil potřebám armády i během sedmileté války, kdy v něm byl v letech 1758–1763 vojenský špitál. Škody způsobené během válek a požárem východního křídla napravoval ještě Josef František Maxmilián z Lobkovic, který převzal lobkovické panství v roce 1797.
Josef František Maxmilián z Lobkovic byl milovníkem umění. Podporoval řadu umělců, mezi které patřil Ludwig van Beethoven a v zámku nechal zřídit divadlo s orchestrem vedeným Antonínem Vranickým. Znehodnocení peněz finančním patentem z roku 1811 způsobilo Maxmiliánovi z Lobkovic velké finanční problémy, kvůli kterým ho příbuzní donutili k úřední správě rodového majetku. Finanční problémy vyřešili až po Maxmiliánově smrti poručníci jeho dětí. Maxmiliánův syn Ferdinand Josef z Lobkowicz oddělil z roudnického panství Dolní Beřkovice pro svého bratra Josefa Františka Karla z Lobkovic. Po smrti Ferdinanda Josefa v roce 1867 se roudnického panství ujal jeho syn Mořic Alois († 1903). Ferdinand Zdeněk Lobkovic se svého nároku zřekl roku 1920 ve prospěch syna Maxmiliána Ervína z Lobkowicz.
Po okupaci zbytku Československa v roce 1939 emigrovala rodina Lobkowiczů do Anglie. Hrabě Maxmilián Ervín z Lobkowicz (1888–1967) žil se svou ženou Gillian Somervilleovou v Londýně, kde působil jako velvyslanec československé exilové vlády a zámek zpočátku sloužil jako kasárna Wehrmachtu. Od roku 1940 začala okupační správa zámek přeměňovat na polepšovnu pro mládež SS, přičemž zničili některé místnosti a vestavěný nábytek.
Nacisté si ze zámku odvezli cenný mobiliář, včetně obrazu Senoseč od Pietera Brueghela staršího, o který projevil zájem sám Adolf Hitler. Pro Berlínská muzea byly ze zámku vystěhovány i dnes nezvěstné obrazy Požár Tróje, Sodoma a Gomora, Císař Karel VI., Císařovna Marie Kristýna či Mír Nimwegský od Abrahama Willaertse. Během náletu v posledních dnech války bylo západní křídlo včetně palácového divadla vážně poškozeno. Po válce v roce 1945 se Maxmilián z Lobkowicz vrátil do Roudnice a zahájil opravy zničených částí zámku. 
Po únorovém puči v roce 1948 byl rod Lobkowiczů vyvlastněn a zámek znárodněn. Umělecké sbírky byly z hradu odvezeny a rozděleny mezi různé instituce v republice. Nejcennější umělecké předměty a knihovna byly přemístěny do Národního muzea v Praze. Od roku 1959 sloužil Československé lidové armádě jako sídlo Vojenské konzervatoře Víta Nejedlého, sídlila zde i místní vojenská správa.  Z této doby pochází řada necitlivých stavebních úprav zámeckého objektu. Takto bylo přebudováno zámecké divadlo na kinosál a celé vnitřní nádvoří bylo pokryto asfaltem.
V roce 1965 byla v zámecké jízdárně zřízena Roudnická galerie moderního umění. 
Po roce 1989 získala rodina Lobkoviců zámek v restitucích zpět a nechala ho nadále do roku 2008 v pronájmu vojenské hudební škole. Výtěžky z nájmu a vstupného byly investovány primárně do oprav areálu. Vojenská škola ale v roce 2008 zanikla. V roce 2009 podnikli Lobkovicové na vlastní náklady další opravy. Od roku 2012 je hrad přístupný veřejnosti s průvodcem.

## Stavební podoba

### Hrad

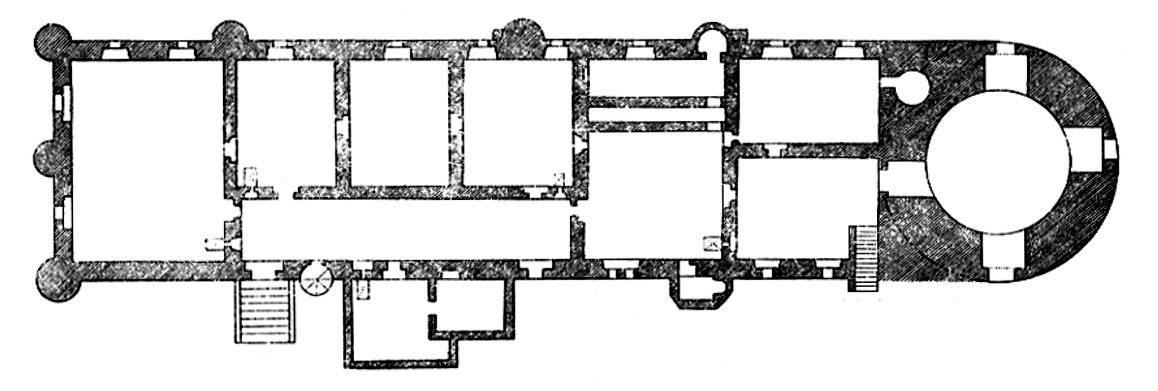
Plán severního křídla z roku 1590 s pozůstatky románské stavební fáze a velkou okrouhlou věží

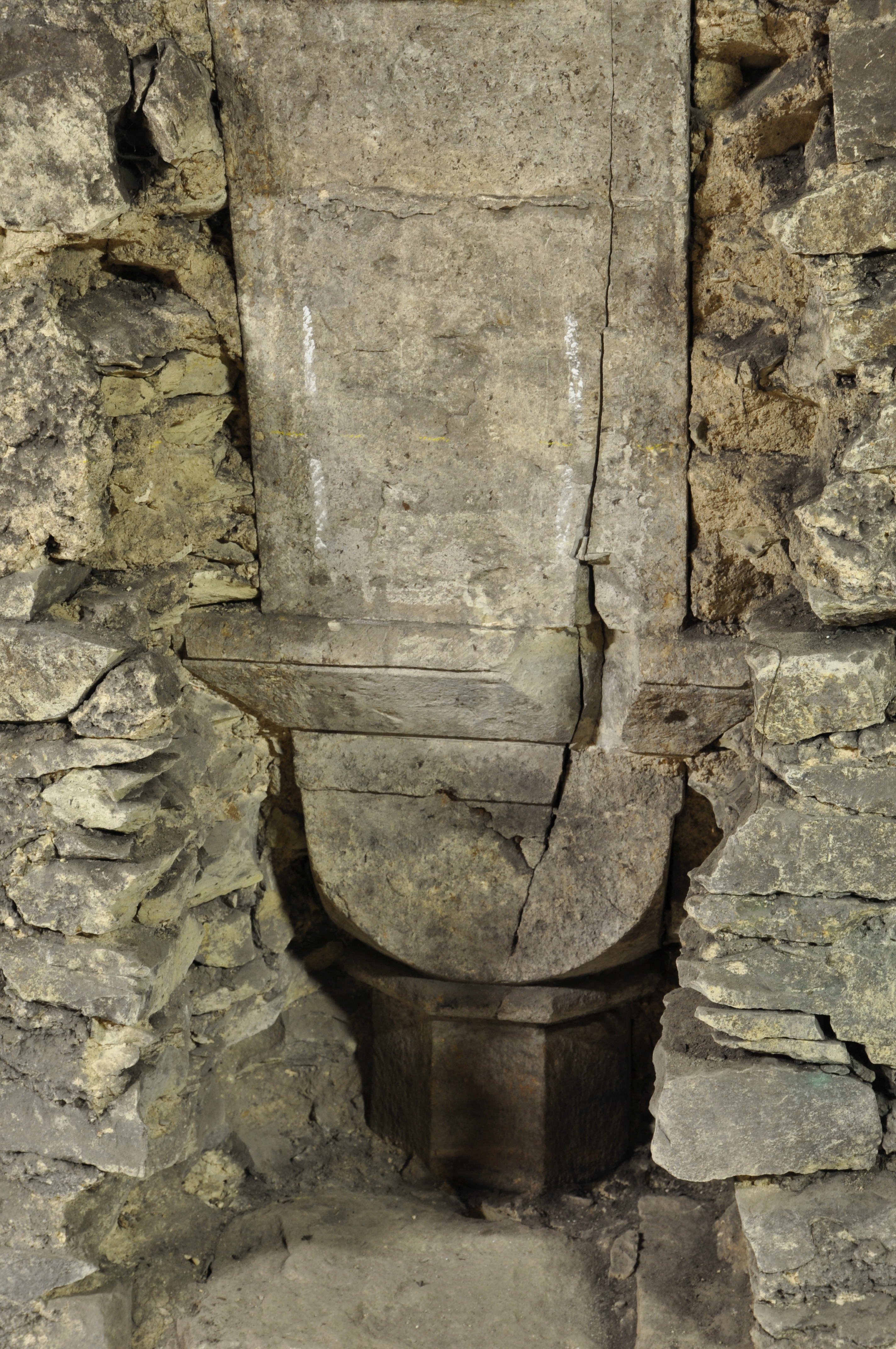
Detail hlavice románského sloupu

Původní románský a později gotický hrad měl lichoběžníkový půdorys, jehož rozměry byly menší než rozměry zámku. Vstup chráněný příkopem se nacházel na jižní straně. Ze zástavby románského hradu známe pouze suterén paláce, ke kterému podle historických plánů na východní straně přiléhala okrouhlá obytná věž nejistého stáří. Z gotické fáze se dochovala jen obezdívka nárožní věžice.
Románský palác měl obdélníkový půdorys se sedmi nebo osmi válcovitými věžicemi po obvodu, které Tomáš Durdík dává do souvislosti s přestavbou Pražského hradu za knížete Soběslava I. V dochované části paláce se nacházel valeně zaklenutý sklep, nad kterým byl dvoulodní sál zaklenutý deseti poli křížových kleneb podepřených čtyřmi středními sloupky. Součástí paláce byla také kaple, jejíž půlkruhová apsida se nacházela v jedné z věžic. Ve zdech se dochovaly pozůstatky šesti malých oken.
V šestnáctém století proběhly renesanční úpravy, které se podle dochovaných popisů komnat Viléma z Rožmberka staly součástí barokní stavby. Kromě toho nechal Vilém z Rožmberka umístit orloj na branskou věž, ke které vedl pevný a v poslední části padací most. Starý palác za Viléma získal množství ozdobných vížek a arkýřů. Na západní straně nádvoří byly nejspíše v této době založeny rozsáhlé sklepy.

### Barokní zámek
Hlavní část přestavby na rozsáhlý barokní zámek proběhla v letech 1652–1684 za vlády knížete Václava Eusebia z Lobkovicz a dokončena byla v roce 1684 za Ferdinanda Augusta z Lobkowicz (1655–1715). Hlavní zámecká budova má tři dvoupatrová křídla a jižní stranu uzavírá přízemní křídlo s nádvorními arkádami a se středovou branskou věží. Arkády jsou oddělené pilíři s pilastry. Arkádová chodba je zaklenutá křížovými klenbami s bohatým štukovým zdobením. Horní část věže má osmiboký půdorys završený lucernou. Vnější půdorys zámku má rozměry 99,8 ×77,3 metru a přibližně čtvercové nádvoří o rozměrech 58,5 × 54 metrů.
Přízemní fasády tří obytných křídel zdobí pásová rustika a patra člení vysoký pilastrový řád. Okna v přízemí jsou čtvercová a v horních patrech obdélníková se segmentovými a trojúhelníkovými frontony. Budovy završuje římsa nesená volutovými konzolami. Do severního křídla se vstupuje půlkruhově sklenutým portálem v ose budovy. Portál se nachází ve sloupové edikule s přímým kladím, nad kterým je supraporta s oknem zdobeným volutovými křídly s plastickými polofigurami muže a ženy. Menší portály jsou obdélné se segmentovými frontony.